# Kent Robin Tønnesen
Kent Robin Tønnesen (Partille, 1991. június 5. –) világbajnoki ezüstérmes, svéd születésű norvég válogatott kézilabdázó, a Paris Saint-Germain Handball játékosa.

## Pályafutása

### Klubcsapatokban
A 194 centiméter magas és 90 kilogrammos, jobbátlövőként bevethető Kent Tønnesen Norvégiában, a Fjellhammer IL és a Haslum HK csapataiban kezdte pályafutását. A 2012-13 szezonban a svéd IK Sävehofhoz igazolt. Egy idényt töltött Svédországban, majd a német bajnokságban szereplő HSG Wetzlar játékosa lett. A 2014-15-ös bajnokságot már a Füchse Berlin mezét húzta magára. 2017 márciusában a Telekom Veszprém bejelentette, hogy a következő idénytől szerződtette a norvég válogatottal 2017-ben világbajnoki ezüstérmes norvég átlövőt. 2018-ban Magyar Kupa-győztes lett. A 2021-2022-es idénytől a MOL-Pick Szeged játékosaként folytatta pályafutását. 2022-ben magyar bajnok lett a szegediekkel, majd a 2023-as ezüstérem után a francia bajnok Paris Saint-Germain Handball játékosa lett.

### A válogatottban
A norvég válogatottban 2010 decemberében mutatkozott be, szerepelt a 2017-es világbajnokságon, ahol ezüstérmet szerzett a csapattal. A 2019-es férfi kézilabda-világbajnokságról kéztörés miatt maradt le.

## Galéria

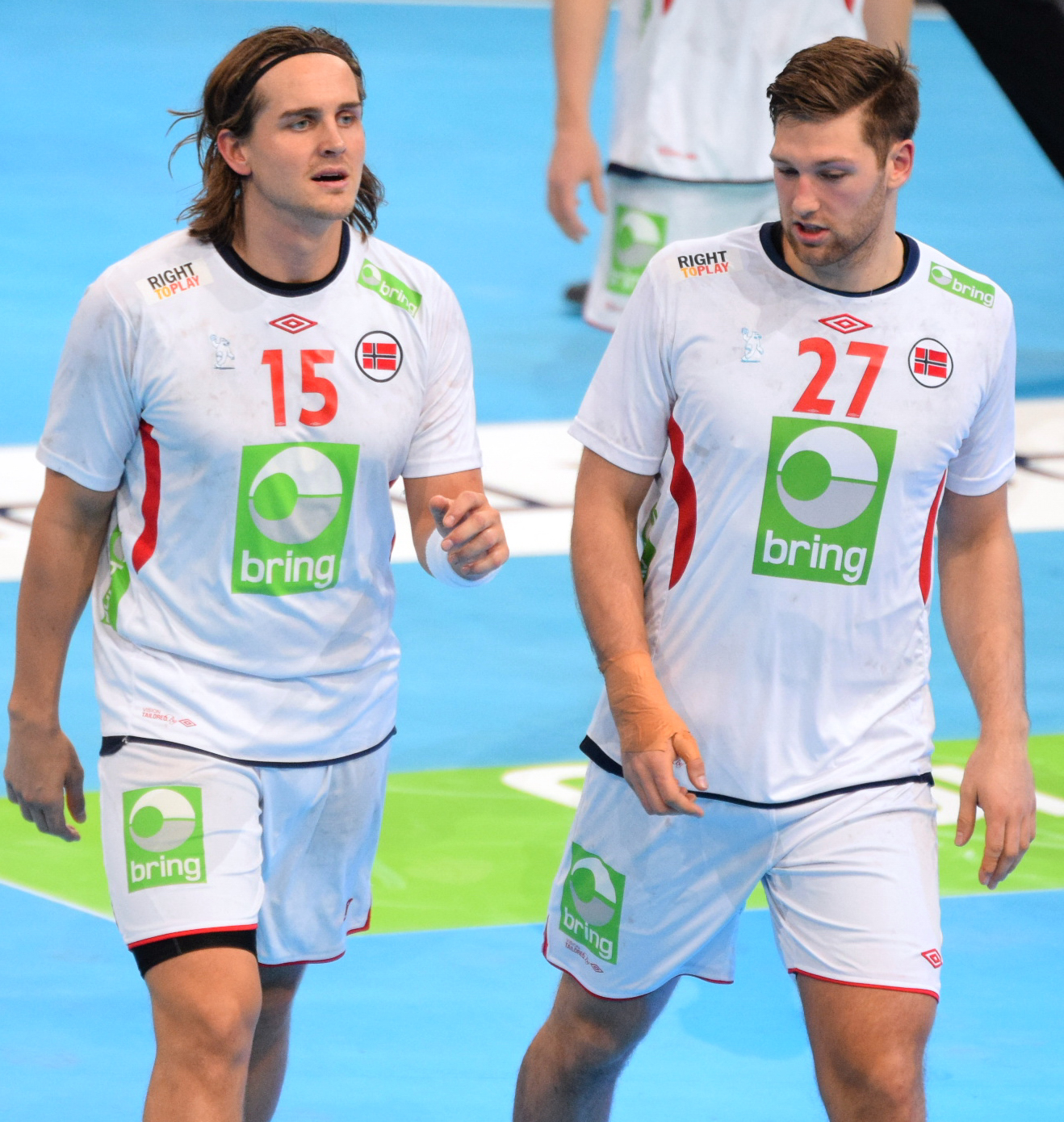
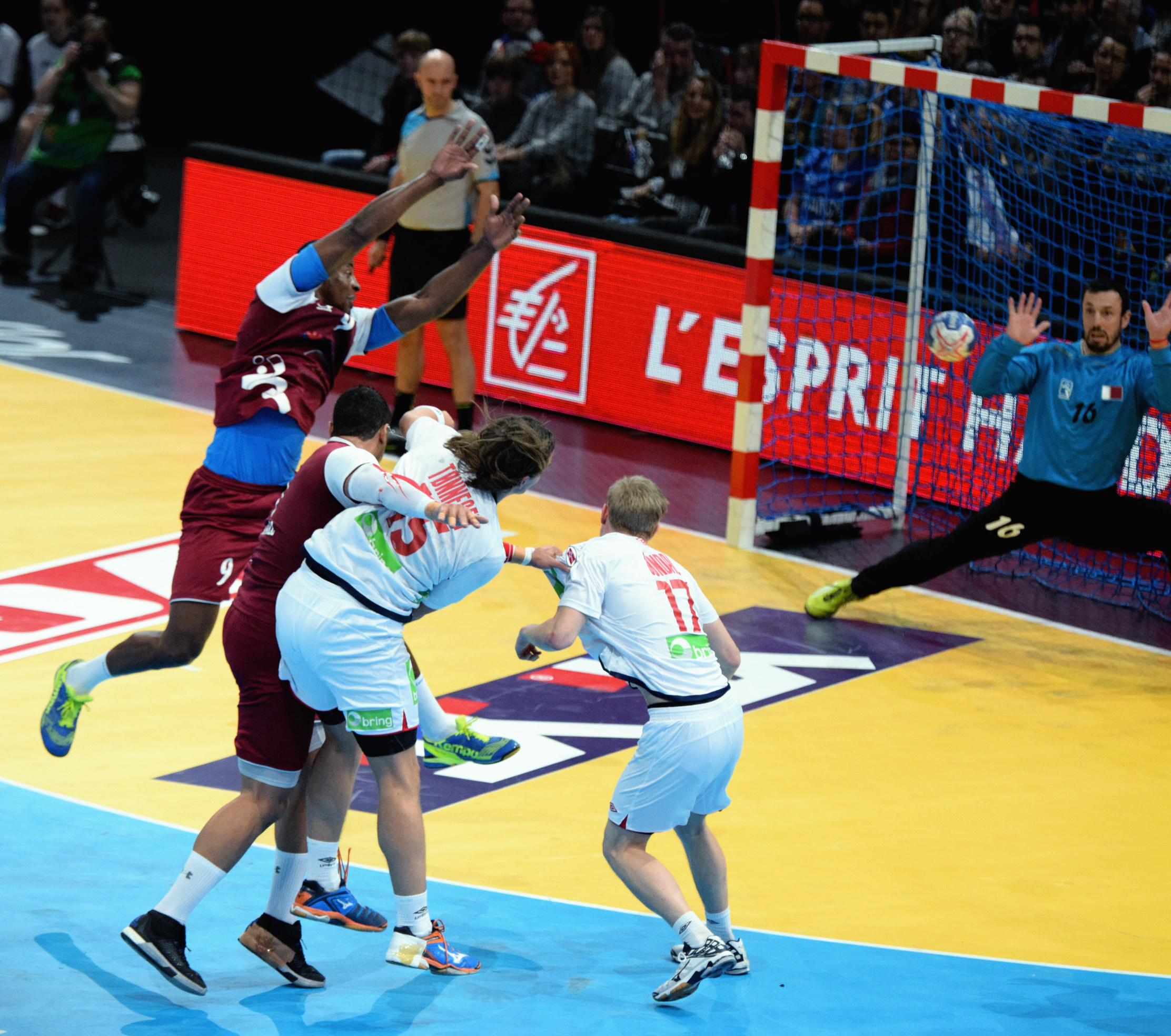
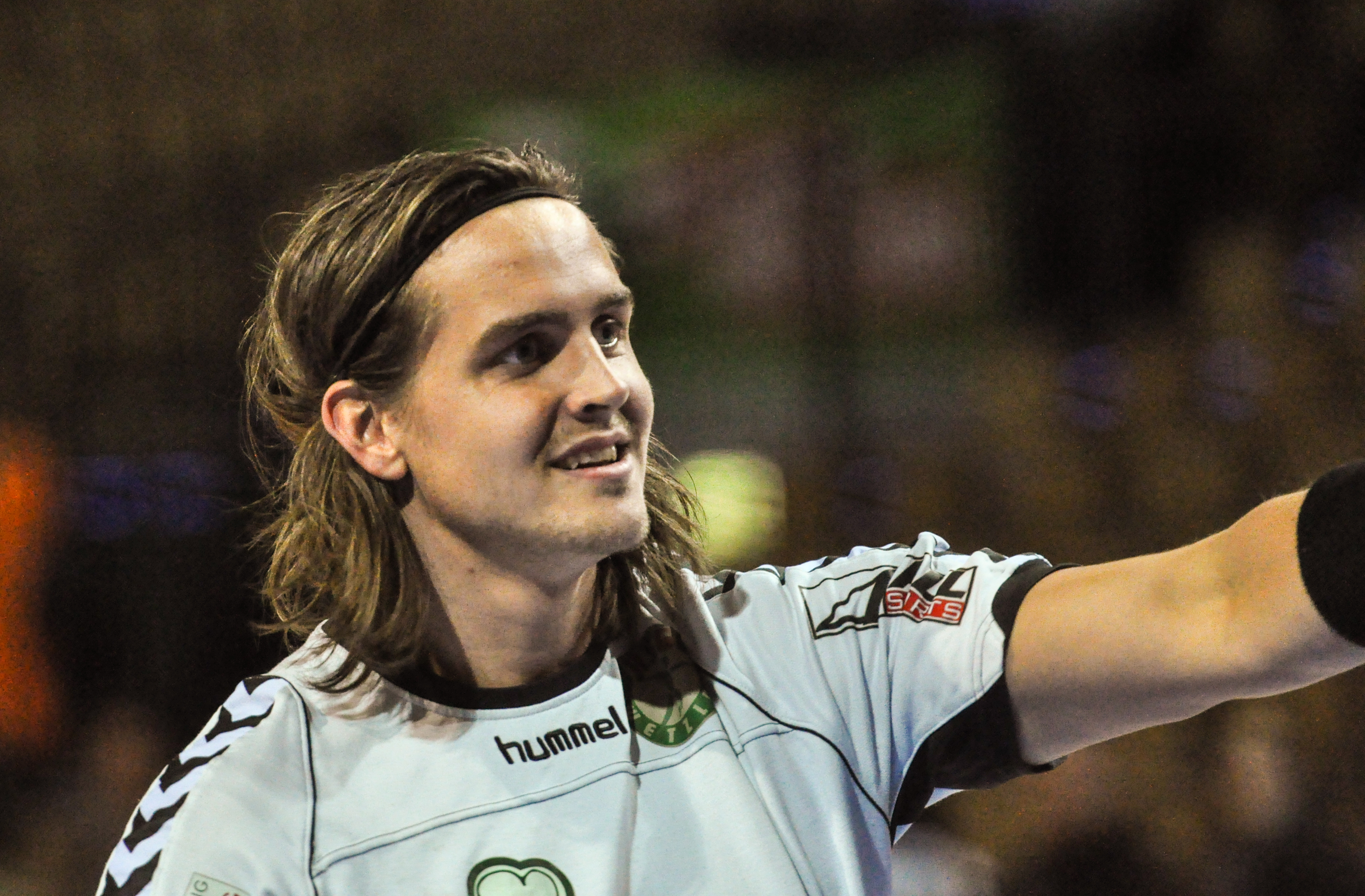

## Statisztikája a német Bundesligában
| Szezon    | Klub          | Bajnokság  | Mérkőzés | Gól | Hétméteresből lőtt gól | Akciógól |
| --------- | ------------- | ---------- | -------- | --- | ---------------------- | -------- |
| 2013-14   | HSG Wetzlar   | Bundesliga | 34       | 138 | 22                     | 116      |
| 2014-15   | HSG Wetzlar   | Bundesliga | 28       | 136 | 8                      | 128      |
| 2015-16   | Füchse Berlin | Bundesliga | 30       | 60  | 0                      | 60       |
| 2016-17   | Füchse Berlin | Bundesliga | 23       | 58  | 0                      | 58       |
| 2013–2017 | Összesen      | Bundesliga | 115      | 392 | 30                     | 362      |